# 石龙坝水电站
24°51′28″N 102°31′24″E / 24.85779°N 102.52330°E
石龙坝水电站位于中国云南省昆明市西山区青鱼村以北的螳螂川（普渡河）上，于1912年建成，为中国第一座水电站。
螳螂川是滇池唯一的出水口，从湖口至石龙坝河段，落差30余米。石龙坝水电站就是以滇池为天然调节水库，利用该段的天然落差兴建的引水式水电站。

## 历史
1908年(清朝光绪三十四年)，法国以滇越铁路通车需要用电为由，与清朝云南政府交涉，要求准其在滇池出口的螳螂川上游建水电站。此举遭到云南各界爱国人士的反对，并酝酿自办电站。但因官府当局无力出资，遂提出官商合办之设想。1909年，云南劝业道道台刘岑舫与云南商会总理王筱斋商议，决心以商界为主自办石龙坝电站。次年初，成立了“云南耀龙电灯股份有限公司” ，王筱斋担任董事，左益轩担任总经理，向社会招股筹资，同年7月聘请了德国水机工程师毛士地亚和电机工程师麦华德，骑马到石龙坝勘察，全套设备向德商“礼和洋行”购买。
电站一厂于1910年8月21日开工，工程历时21个月，实际耗资50万银元。1912年(民国元年)5月28日正式发电，当时装机容量为480KW，引进德国西门子公司(Siemens)的发电机和奥地利福伊特(Voith)公司的水轮机组。所生产的电通过32公里23千伏线路向昆明供电。当时的电厂名为“耀龙电灯公司石龙坝发电厂”。1926年耀龙电灯公司董事长王筱斋再和西门子公司签约，利用一厂尾水兴建二厂。1937年又兴建三厂 。几次扩建之后，石龙坝水电站在抗日战争前已经成为中国最大的水力发电站，在抗战期间，电站担负着云南军工生产、防空报警等供电任务。
中华人民共和国成立后又进行了扩建，兴建了第四车间。至今仍有8台机组，总容量7040千瓦。现水电站隶属于中国华电集团公司华电云南发电有限公司石龙坝发电厂。

## 电站现状
现石龙坝发电厂现有四个车间：
- 第一车间即为原电站一厂，现大门门口楹联写有“机本天然生运动，器凭水以见精奇”，楣联为“皓月之光”，反映出人们对水电的最初认识。最初安装德国福伊特公司(Voith)订购的两台240千瓦的发电机组，后来被两台720千瓦的机组所替代。后来两台240千瓦的发电机组几经辗转，其中一台于1987年被石龙坝发电厂购回，重新安装回一车间。至今仍在工作。另一台则在富源县黄泥河水电站工作[7][8]。
- 第二车间建于1923年至1926年，是石龙坝水电站第一次扩建的产物。第二车间利用一车间的尾水，获取天然落差16米，安装德国西门子公司(Siemens)制造的两台276千瓦和一台448千瓦水轮发电机组。整个工程由西门子公司指派丹麦籍工程师赖木生指导中国工人施工建成。第二车间于1926年3月7日投产发电，落成礼上，云南状元袁嘉谷题词：“石龙地，彩云天；灿霓电，亿万年。”，并勒诸石上，以作纪念。
- 第三车间于1942年至1946年扩建，采用二车间引水渠加宽、加高分水发电，利用天然落差16米。三车间扩建时，处于抗日战争时期，设备无法运进，于是三车间将原一车间1931年和1937年拆除报废的两台240千瓦发电机组修复安置于三车间发电。
- 第四车间建于20世纪50年代，架设石－安（宁）、石－海（口）两条35KV线路，安装瑞士制造的一台3000KW发电机组（1954年12月31日投产发电）和第一台国产3000KW发电机组（1958年6月30日投产发电）。

抗日战争时期，石龙坝水电站从1939年到1941年曾遭到过四次轰炸。在1940年12月16日上午9时40分左右，7架日军飞机飞至石龙坝水电站上空，投放了9枚炸弹。其中一枚重型炸弹在第一车间20米处爆炸。爆炸产生的弹坑最深处达5米，直径20多米。中华人民共和国成立后，曾一度将弹坑开挖整平成藕塘，因其形状椭圆，状似荷叶，曾叫“荷花塘”，又因曾在里养过牛蛙，也叫“牛蛙塘”。1993年加盖凉亭，建成公园。凉亭有云南书法家和启圣所书的对联：
|  | 上联：电站虽小历史悠久开中国水电之始 下联：水塘不大成因奇特记东瀛入侵之证 横批：飞来池 |

故水塘改称“飞来池”。
- 石龙坝发电厂第一车间
- 石龙坝发电厂第二车间
- 石龙坝发电厂第二车间门口台阶护栏上袁嘉谷的题词，在文革中被毁
- 石龙坝发电厂第三车间
- 石龙坝水电站内的飞来池

2002年以来，位于石龙坝水电站上游的4家小化肥厂、化工厂向螳螂川内排放超标污水，导致电厂设备受到严重腐蚀，于2003年10月被迫停产，至同年12月10日恢复发电。此事成为多家媒体关注的焦点，经有关部门干预后，上游的排污问题基本得到控制。

## 荣誉
1987年，石龙坝水电站被列为昆明市文物保护单位，1993年被列为云南省文物保护单位，1997年被命名为“云南省爱国主义教育基地”，2006年选为全国重点文物保护单位。2008年12月12日成立了中国水电博物馆。2010年被国家能源局授予“中国第一座水电站”称号。2018年1月入选中国工业遗产保护名录（第一批）名单。